# Eptesicus pachyotis
Eptesicus pachyotis és una espècie de ratpenat que viu a la Xina, l'Índia, Myanmar i Tailàndia.
Està amenaçada d'extinció per la pèrdua del seu hàbitat natural.